# Triclistus pygmaeus
Triclistus pygmaeus är en stekelart som först beskrevs av Cresson 1864.  Triclistus pygmaeus ingår i släktet Triclistus och familjen brokparasitsteklar. Arten är reproducerande i Sverige. Inga underarter finns listade i Catalogue of Life.